# Boulevard Louis Mettewie
 (août 2025).
Le boulevard Louis Mettewie (en néerlandais : Louis Mettewielaan) est une artère densément habitée de Bruxelles, située à Molenbeek-Saint-Jean, mais également à Anderlecht et à Koekelberg. 

## Situation et accès
Elle complète la Grande Ceinture de Bruxelles entre la place de Bastogne et la chaussée de Ninove en 1938. Le parc régional du Scheutbos, de 52 hectares, jouxte le boulevard Louis Mettewie au niveau du carrefour avec le boulevard Edmond Machtens. C'est entre autres là que se trouve l'une des dernières fermes de Bruxelles.

## Origine du nom
Elle tire son nom du politicien belge Louis Mettewie (1914-1938) qui fut un bourgmestre libéral de la commune. 

## Historique

### Deux cités jardins dans le quartier Mettewie
La société coopérative le Logement Molenbeekois achète en 1922, l'étendue d'une vaste propriété de la famille Grosemans, située au niveau de l'ancien boulevard de la ceinture qui deviendra par la suite le boulevard Louis Mettewie. Et c'est à l'architecte Joseph Diongre que le conseil d'administration demande d'établir les plans d'un groupe de plus d'une centaine de logements répartis en maisons particulières et petits immeubles plurifamiliaux qui constitue l'une de moins connues cité-jardin à Bruxelles. À l'intérieur du triangle formé par les rues de Bruges et du Korenbeek. En 1983, sous le mayorat de Léon Spiegels cette cité est menacée de destruction pour construire d'inesthétiques immeubles tours pour classes moyennes comme on connait actuellement sur le boulevard Mettewie. Mais il n'en fut finalement pas décidé ainsi et s'ensuit une rénovation en profondeur a été effectuée par la Société immobilière de service public. À proximité jouxte une seconde cité jardin de 99 logements qui s'appelle la cité de Saulnier datant de 1923 construite sur un budget de crise et dont l'architecte Armand De Saulnier eut pour mission de concevoir dans des limites budgétaires beaucoup plus limitées dans les choix des matériaux bon marché comme des blocs de ciment aggloméré.

## Bâtiments remarquables et lieux de mémoire
- Château du Karreveld et Parc du Karreveld
- Cimetière de Molenbeek-Saint-Jean
- Immeuble Mettewie 1 (La Roseraie, Edelweiss, La Palmeraie)
- Immeuble les Iris
- Immeuble les Orchidées
- Immeuble l'Arc-en-ciel
- Immeuble Résidence le Château